# 閃燃
閃燃（英語：Flashover），一般發生在一個起了火的密閉空間，是一個小火發展成大火的必經過程。因為現場積聚大量可燃物質，当密封燃燒下，產生大量煙霧形成分煙層，分煙層對流至室內其他地方並對這些地方造成輻射熱。而在這些地方下的物件受輻射熱影響開始熱分解，產生可燃氣體（主要為一氧化碳）。當溫度持續上升至逾攝氏650度時，令火場頂部積聚的濃煙內的一氧化碳變為可燃氣體（按：一氧化碳的自燃溫度為609 °C），從而在一至兩秒間被火場的高溫自動點燃，繼而引起全場起火，變成一片火海，極為致命。
閃燃的概念是由英國科學家P. H. Thomas於1860年代提出，其他學者仍然持續地對閃燃理論發表相關的研究。
- 先兆：現場氣溫突然飆升，天花板上出現像海嘯波浪的濃煙，濃煙呈現像雪球滾動形態的滾燃（英语：Rollover (fire)）
- 處理：在火場灑水降溫，防止濃煙溫度持續升高至點燃[4]
- 在火場內人員自保方法：一旦出現閃燃，立即伏下，找物件掩護

## 參看
- 火災術語歧義一覽
- 2019年木里森林火灾
- 嘉利大廈火災事件
- 回燃
- 加拿大航空797號班機
- 國王十字站大火
- 灑水系統
- 京都动画纵火案
- 明揚國際屏東廠火災

## 資料來源
1. ↑  2018-02-16 TVB 六點半新聞，引述消防處發言人。
2. ↑  .   [2011-06-03]. （原始内容存档于2017-07-11）.
3. ↑  T. L. Graham, G. M. Makhviladze and J. P. Roberts. . Fire Safety Journal. 1995, 25 (3): 229–259  [2011-06-03]. （原始内容存档于2015-09-24）.（英文）
4. ↑  . 明報. 2007-05-23  [2011-06-03].[永久]

## 外部連結
- 閃燃前的火焰--滾燃 (Rollover).mpg  （页面存档备份，存于）